# Rijksheerlijkheid Pyrbaum
De rijksheerlijkheid Pyrbaum was een tot de Beierse Kreits behorende rijksheerlijkheid binnen het Heilige Roomse Rijk in de Beierse gemeente Pyrbaum.
Sinds de veertiende eeuw wordt de familie Wolfstein, die ook in het bezit waren van Sulzbürg, vermeld als bezitter in Pyrbaum. 
Uit Pyrbaum en Sulzbürg ontwikkelde zich de uit twee enclaves bestaande rijksheerlijkheid Sulzbürg-Pyrbaum. In 1353 werd uitdrukkelijk erkend dat de heerlijkheid rijksvrij was. In 1354 werd de heerlijkheid vrij van keizerlijke gerechten. 
Na 1480 werden Pyrbaum en de Sulzbürg in de keizerlijke leenbrieven als afzonderlijke heerlijkheden beschouwd.
In 1522 werden de heren van Wolfstein tot rijksvrijheer verheven. Na 1561 werd de reformatie ingevoerd. Sinds 1668 hadden de vrijheren van Wolfstein een zetel in het college van de graven van Franken van de Rijksdag. In 1673 werden de vrijheren van Wolfstein tot rijksgraaf verheven. 
Na het uitsterven van de heren van Wolfstein in 1740 kwam de heerlijkheid op grond van een leenaanspraak van 1562 aan het keurvorstendom Beieren. Na het uitsterven van de keurvorsten van Beieren in 1777 kwam de heerlijkheid aan het Rijk. In 1779 werd de heerlijkheid door het rijk onder de regering van het keurvorstendom Beieren gesteld.